# كأس فرنسا 1997–98
كأس فرنسا 1997–98 (بالفرنسية: Coupe de France de football 1997-1998)‏ هو الموسم 81 من كأس فرنسا. أشرف على تنظيمه اتحاد فرنسا لكرة القدم، وفاز فيه باريس سان جيرمان.